# UCI 프로투어
UCI 프로투어 (UCI ProTour)는 국제 사이클 연맹(UCI) 감독 하에서 벌어지는 경기이다. UCI이 전임 회장인 하인 베르브루겐(Hein Verbruggen)이 만들었다. 프로투어는 일련의 도로 자전거 경기와 많은 'ProTour' 사이클 팀으로 구성된다. 각 팀은 모든 경기에 참가해야 한다. 이런 체계는 2005년에 새로 만들어졌으며, 대체로 2004년을 끝으로 없어진 UCI 월드컵을 대신한다.
프로투어는 세 개의 그랜드 투어(투르 드 프랑스, 지로 디탈리아, 벨타 아 에스파냐)를 포함한다. 또한 이전 UCI 월드컵 경기들을 대부분 포함한다. 예를 들면 파리-루베, Tour of Flanders, Liege Bastogne-Liege 등이다.
프로투어 라이선스는 20개 팀에 주어진다. 각 팀의 스폰서는 4년간의 후원 계약을 체결해야만 한다. Phonak 팀은 예외인데, 과거 도핑 사건으로 인해서 2년의 라이선스만 주어졌다.
2005년 이후에는 Fassa Bortolo 팀이 없어지고, AG2R Prévoyance이 대신 그 자리를 차지했다.

## 역사
프로 도로 경기에서 시즌 경쟁은 1948년에 처음 만들어졌으며, UCI가 UCI 월드컵(2004년까지 존재)을 만들었던 1980년대 후반까지 계속됐다.
프로투어는 포뮬러 원 자동차 경주의 형식을 본따왔으며, 월드컵을 대체하고, 다음과 같은 몇 가지 문제를 해결하려고 하였다.
- 그랜드 투어는 UCI 월드컵에 속하지 않았다
- 경기마다 서로 다른 선수와 팀이 출전하면서, 시즌 전체에 걸친 일관적인 비교가 힘들었다
- 팀 후원 계약이 1-2년정도만 유지되는게 일반적이었다.
- 많은 팀이 선수와 직원에게 급료를 지불하는 데 어려움을 겪을 만큼 재정적인 문제를 안고 있었다
- 몇 개의 팀은 도핑 문제로 시끄러웠다.

UCI는 그랜드 투어의 조직위에 ProTour에 참여하도록 로비하였고, 이전에 동의하지 않고 ProTour에서 완전히 빠지겠다는 위협에도 불구하고 동의를 얻어내는데 성공하였다.
프로투어는 아래 등급인 UCI Continental Circuits와의 적절한 승강제가 이루어지지 않은 데 대한 비판이 존재한다.

## 2006년 프로투어 일정
원래, UCI와 그랜드 투어의 조직위는 2006년 UCI 프로투어의 계약에 합의하지 못하였다. 그 결과 그랜드 투어 조직위가 주최하는 그랜드 투어와 다른 경기들이 불명확한 상태가 되었다. 최종적인 합의는 4월 7일에 이루어졌다. 경기의 목록에 대해서는 2006년 UCI 프로투어를 참조해라.

## UCI 프로투어 팀의 현재 목록
| 코드 | 팀                             | 국가     | 웹사이트                                                                                       |
| ---- | ------------------------------ | -------- | ---------------------------------------------------------------------------------------------- |
| AGR  | AG2R Prévoyance                | 프랑스   | 보관됨 2007-05-21 - 웨이백 머신                                                                |
| BTL  | Bouygues Télécom               | 프랑스   |                                                                                                |
| CEI  | Caisse d'Epargne-Illes Balears | 스페인   |                                                                                                |
| COF  | Cofidis                        | 프랑스   |                                                                                                |
| CRE  | Crédit Agricole                | 프랑스   |                                                                                                |
| CSC  | Team CSC                       | 덴마크   |                                                                                                |
| DSC  | Discovery Channel              | 미국     |                                                                                                |
| DVL  | Davitamon-Lotto                | 벨기에   |                                                                                                |
| EUS  | Euskaltel-Euskadi              | 스페인   |                                                                                                |
| FDJ  | Française des Jeux             | 프랑스   |                                                                                                |
| GST  | Team Gerolsteiner              | 독일     |                                                                                                |
| LAM  | Lampre-Fondital                | 이탈리아 |                                                                                                |
| LIQ  | Liquigas-Bianchi               | 이탈리아 |                                                                                                |
| LSW  | Astana-Würth                   | 스페인   | No website listed.                                                                             |
| MRM  | Team Milram                    | 이탈리아 |                                                                                                |
| PHO  | Phonak                         | 스위스   | [https://web.archive.org/web/20060615142304/http://www.phonak-cycling.ch/index.php?id=2&L=1%5D |
| QSI  | Quick Step-Innergetic          | 벨기에   |                                                                                                |
| RAB  | Rabobank                       | 네덜란드 |                                                                                                |
| SDV  | Saunier Duval - Prodir         | 스페인   |                                                                                                |
| TMO  | T-Mobile Team                  | 독일     |                                                                                                |

## 2005년 ProTour 결과
2005 시즌의 분석, 포인트, 결과는 2005년 UCI ProTour 참조.

## 클래식우승자의 목록
| 연도 | Milan-San Remo      | Tour of Flanders    | Paris-Roubaix           | Liège-Bastogne-Liège | Giro di Lombardia  |
| ---- | ------------------- | ------------------- | ----------------------- | -------------------- | ------------------ |
| 2006 | Filippo Pozzato     | Tom Boonen          | Fabian Cancellara       | Alejandro Valverde   |                    |
| 2005 | Alessandro Petacchi | Tom Boonen          | Tom Boonen              | Alexander Vinokourov | Paolo Bettini      |
| 2004 | Oscar Freire        | Steffen Wesemann    | Magnus Backstedt        | Davide Rebellin      | Damiano Cunego     |
| 2003 | Paolo Bettini       | Peter Van Petegem   | Peter Van Petegem       | Tyler Hamilton       | Michele Bartoli    |
| 2002 | Mario Cipollini     | Andrea Tafi         | Johan Museeuw           | Paolo Bettini        | Michele Bartoli    |
| 2001 | Erik Zabel          | Gianluca Bortolami  | Servais Knaven          | Oscar Camenzind      | Danilo Di Luca     |
| 2000 | Erik Zabel          | Andrei Tchmil       | Johan Museeuw           | Paolo Bettini        | Raimondas Rumsas   |
| 1999 | Andrei Tchmil       | Peter Van Petegem   | Andrea Tafi             | Frank Vandenbroucke  | Mirco Celestino    |
| 1998 | Erik Zabel          | Johan Museeuw       | Franco Ballerini        | Michele Bartoli      | Oscar Camenzind    |
| 1997 | Erik Zabel          | Rolf Sørensen       | Frederic Guesdon        | Michele Bartoli      | Laurent Jalabert   |
| 1996 | Gabriele Colombo    | Michele Bartoli     | Johan Museeuw           | Pascal Richard       | Andrea Tafi        |
| 1995 | Laurent Jalabert    | Johan Museeuw       | Franco Ballerini        | Mauro Gianetti       | Gianni Faresin     |
| 1994 | Giorgio Furlan      | Gianni Bugno        | Andrei Tchmil           | Evgeni Berzin        | Viatcheslav Bobrik |
| 1993 | Maurizio Fondriest  | Johan Museeuw       | Gilbert Duclos-Lassalle | Rolf Sørensen        | Pascal Richard     |
| 1992 | Sean Kelly          | Jacky Durand        | Gilbert Duclos-Lassalle | Dirk de Wolf         | Tony Rominger      |
| 1991 | Claudio Chiappucci  | Edwig van Hooydonck | Marc Madiot             | Moreno Argentin      | Sean Kelly         |
| 1990 | Gianni Bugno        | Moreno Argentin     | Eddy Plankaert          | Eric van Lancker     | Gilles Delion      |

## 같이 보기
- 국제 사이클 연맹 (UCI)